# Djebel Lahmar

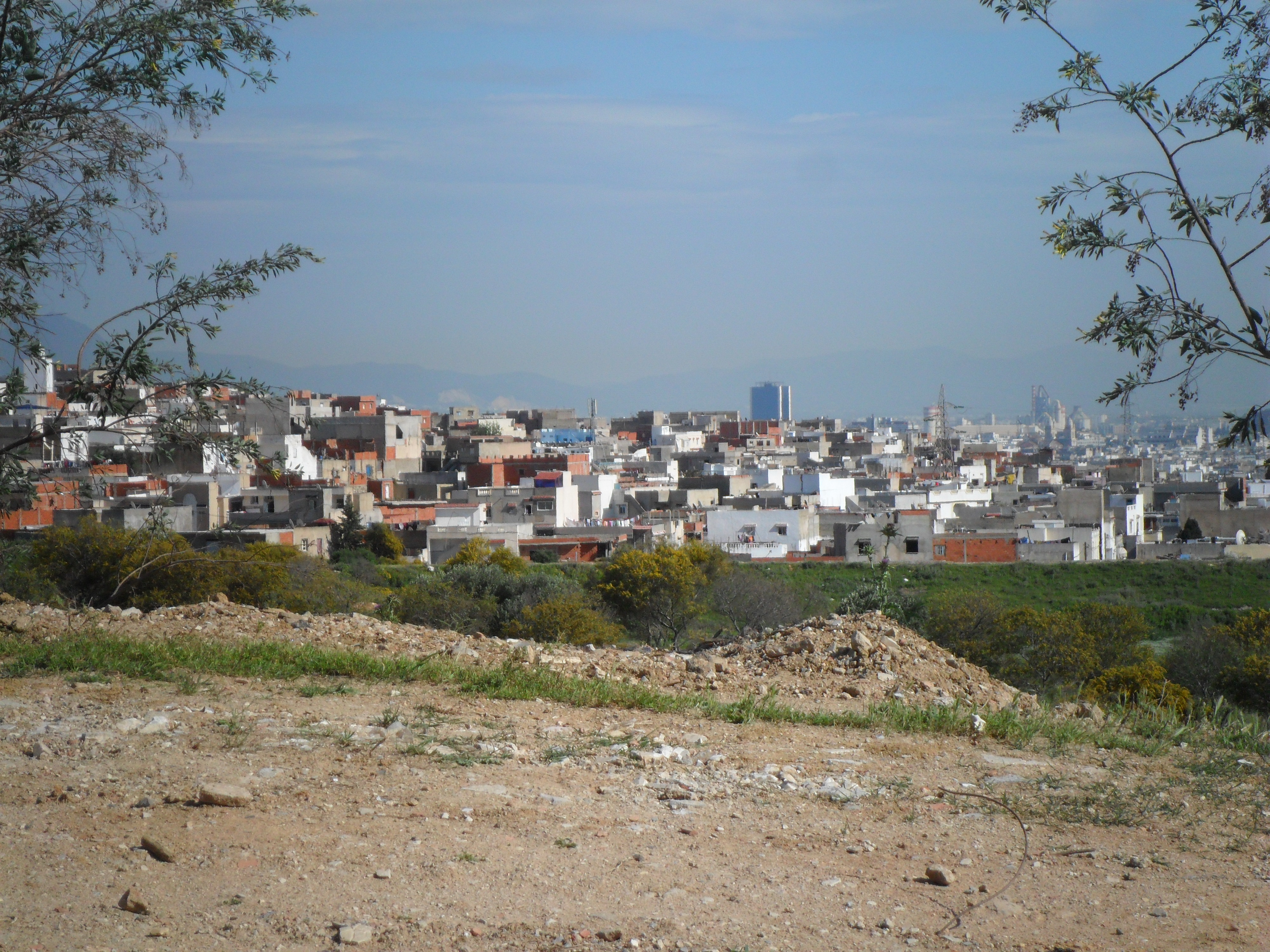
Vue générale de Djebel Lahmar.

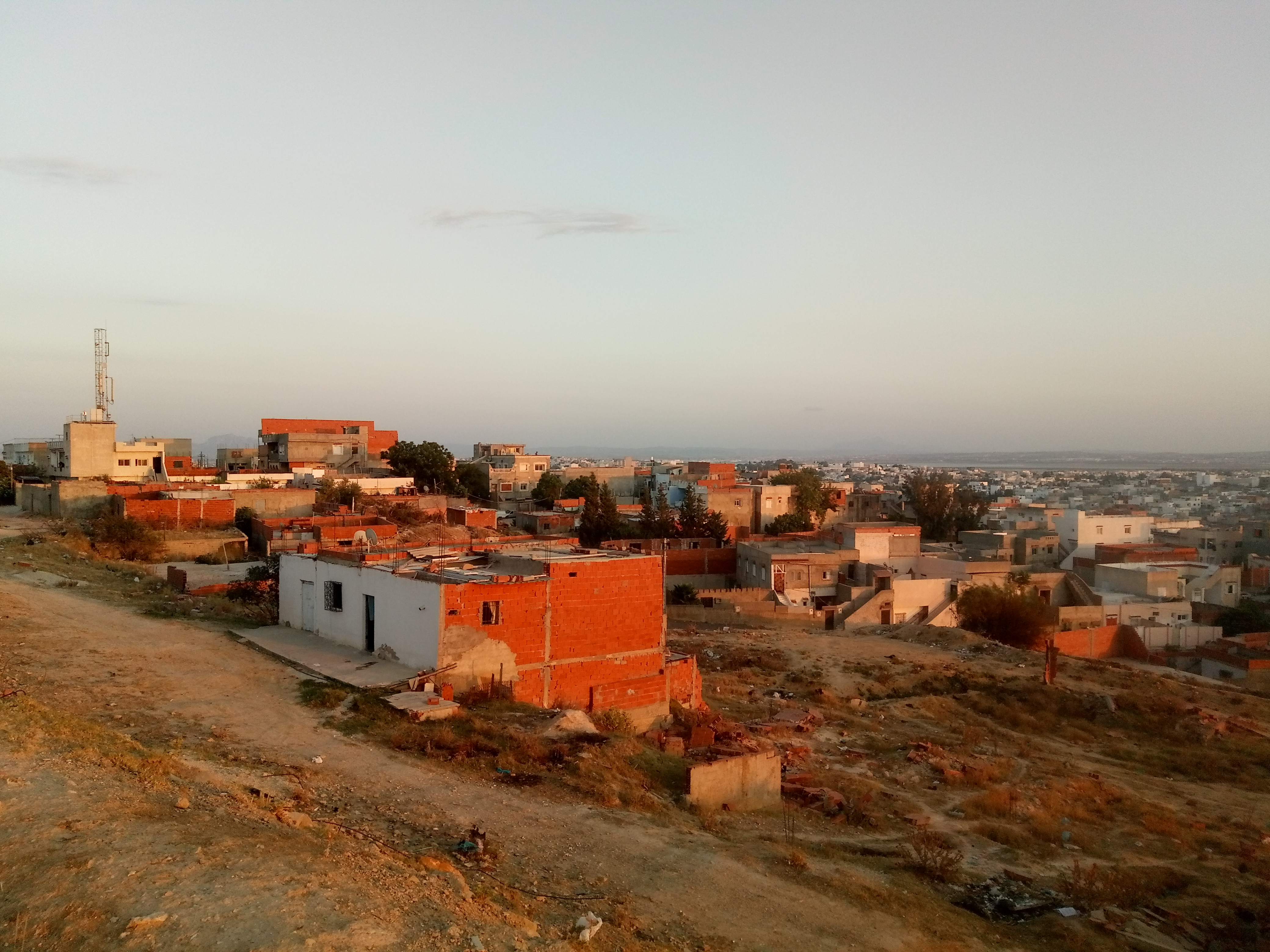
Djebel Lahmar vu de l'ouest.

Djebel Lahmar, signifiant « montagne rouge » en arabe, est un quartier localisé en banlieue de Tunis en Tunisie.
Bidonville le plus ancien et le plus peuplé de la capitale, Djebel Lahmar compte 12 000 habitants en 1947 puis environ 50 000 habitants en 1980 mais voit sa superficie réduite pour atteindre 44 hectares en 1980 contre 60 en 1962.
Durant le mois de ramadan 2023, la Télévision tunisienne 1 diffuse un feuilleton mettant en scène le quotidien dans ce quartier et évoquant des questions sociales